# 소년소녀 가요백서
《소년소녀 가요백서》는 대한민국의 케이블 채널인 CJ미디어의 음악 프로그램으로 자사 채널인 엠넷과 KM에서 2007년 11월 16일부터 2010년 2월 12일까지 매주 월요일부터 금요일 오후 5시에 방송되었다.

## 소개
소년, 소녀들이 좋아할만한 가요 순위 100위를 소개하는 프로그램.
엠넷닷컴 차트를 비롯해 국내 유명 음원 차트를 집계해 인기 가요 순위를 뽑아서 소개한다.
한 주의 인기가요 100곡은 매일 20곡씩 확인해볼 수 있다.
방금 나온 새로운 뮤직비디오를 소개하는 코너와 요일별로 주제별 맞춤 가요 차트도 소개해준다.

## 역대 MC
| 구분 | 소년   | 소녀   | 방송기간                           |
| ---- | ------ | ------ | ---------------------------------- |
| 1대  | 김혜성 | 티파니 | 2007년 11월 15일 ~ 2008년 6월 13일 |
| 2대  | 김혜성 | 한승연 | 2008년 6월 30일 ~ 2009년 1월 2일   |
| 3대  | 김수현 | 한승연 | 2009년 1월 12일 ~ 5월 8일          |
| 4대  | 동호   | 박은빈 | 2009년 5월 11일 ~ 11월 6일         |
| 5대  | 동호   | 전효성 | 2009년 11월 9일 ~ 2010년 2월 12일  |

## 프로그램
2007년 11월 16일부터 2010년 2월 12일까지 방송된 프로그램이다.
| 요일   | 이름            | 정보 |
| ------ | --------------- | --- |
| 월요일 | 가요 액츄얼리   | - 가요 순위 : 81위~100위 - 현실에서 직접 겪을 법한 뮤직비디오의 장면을 골라서 그 순간 떠오르는 다양한 가요를 들어보는 시간 |
| 화요일 | 꿍꿍이 Top10    | - 가요 순위 : 61위~80위 - 특정 주제의 이미지에 가장 잘 어울리는 스타를 순위별로 나열                                       |
| 수요일 | 스타 탐구생활   | - 가요 순위 : 41위~60위 - 퀴즈를 통해 스타를 탐구. 맞추면 간식                                                             |
| 목요일 | 소년소녀 초대짱 | - 가요 순위 : 21위~40위 - 게스트를 초대해 토크                                                                             |
| 금요일 | 시청자 사연     | - 가요 순위 : 1위~20위 - 시청자 사연을 발표                                                                                |